# Inspecteur général des manufactures
Le corps de l'inspection générale des manufactures fut créé en 1669, quelques années après la création de nombreuses manufactures, alors que des difficultés et des incohérences dans la gestion d'une partie d'entre elles apparurent, les intérêts de leurs propriétaires divergeant de celle de la nation.
Cette décision s'inscrit dans la continuité du Code Michau de 1629, selon l'historien Michel Vergé-Franceschi, qui avait déjà créé des contrôleurs-visiteurs-marqueurs, mais en le renforçant, par une « avalanche de réglementation », « Colbert s'acharnant lui à lutter contre les malfaçons », car « il faut des objets de qualité susceptibles de chasser les produits étrangers du marché national ».
L'édit du 17 février 1671, expédié à tous les maires et échevins de France, prévoit que « les étoffes manufacturées en France qui seraient défectueuses et non conforme aux règlements seront exposées sur un poteau de la hauteur de neuf pieds, avec un écriteau contenant le nom et surnom du marchand ou de l'ouvrier trouvé en faute », puis « coupées, déchirées, brûlées ou confisquées ».
Après un blâme en cas de récidive, à la troisième infraction, l'ouvrier ou le marchand est puni de deux heures de carcan.